# Eduardo Kac

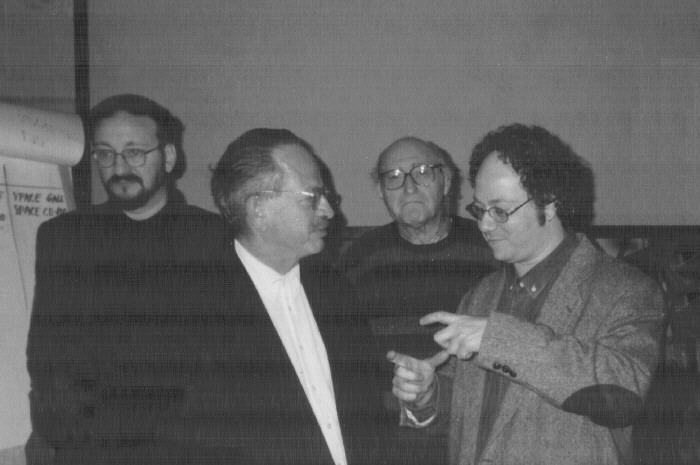
Eduardo Kac (rechts) auf der Artmedia VII (1999)

Eduardo Kac (* 3. Juli 1962 in Rio de Janeiro) ist ein brasilianisch-amerikanischer Künstler.

## Leben
An der School of Communications der Päpstlichen Katholischen Universität von Rio de Janeiro erwarb er 1985 einen Bachelor of Arts Abschluss. Seinen Master of Fine Arts erhielt er 1990 an der School of the Art Institute of University of Chicago.
Einen Ph.D. erwarb er 2003 in Großbritannien an der University of Wales. 1997 wurde er Assistant Professor für Art and Technology Studies an der School of the Art Institute der University of Chicago.
Kac ist Mitglied des Redaktionskomitees der Fachzeitschrift Leonardo, die bei MIT Press erscheint. Kac lebt und arbeitet in Chicago.

## Werke

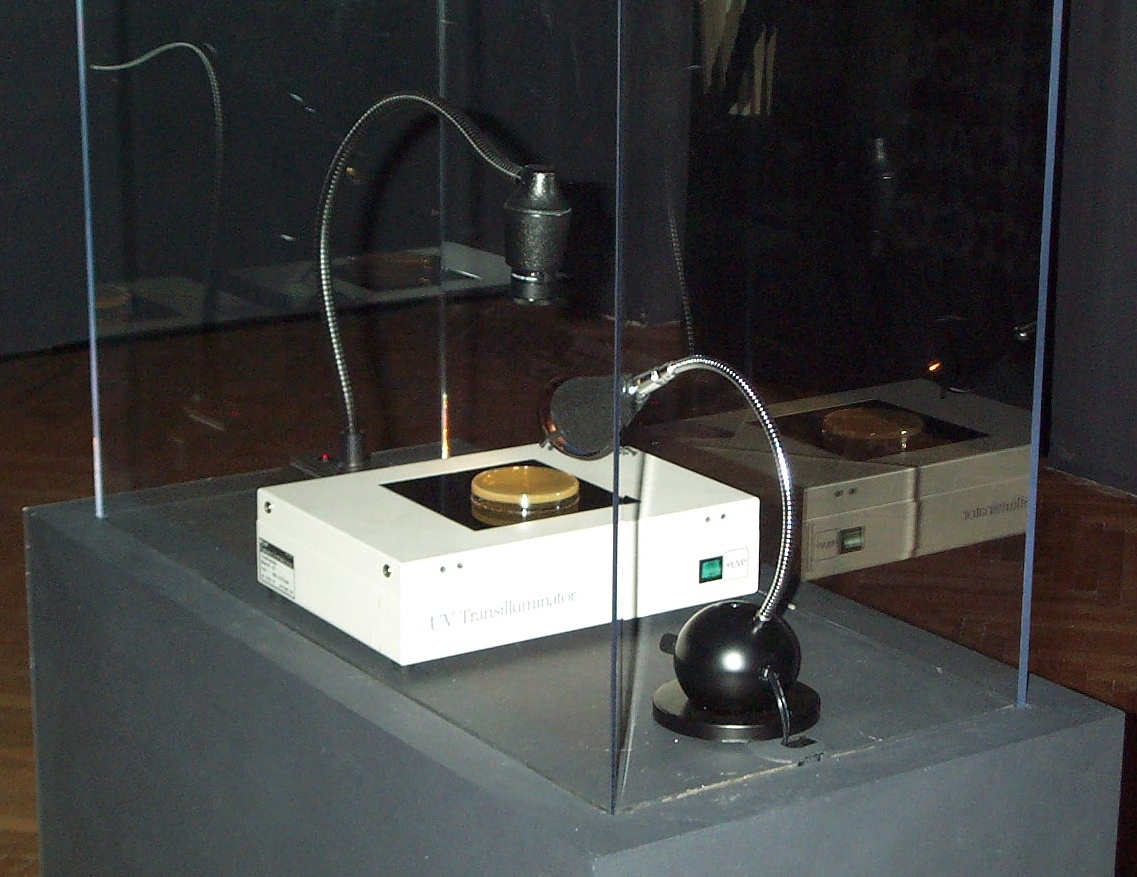
Installation Genesis auf der Ars Electronica 1999

Als Teenager begann er am Strand von Rio de Janeiro und im Stadtteil Cinelandia mit Performance Art. Er deklamierte pornografisch angehauchte Gedichte, wobei er nur ein pinkes Minishirt trug. Zudem experimentierte er mit Graffiti und Multimediakunst. So untersuchte er die Möglichkeiten, mit Hologrammen poetische Aussagen zu treffen. 1983 veröffentlichte er sein erstes Holopoem mit dem Titel Holo/Olho (Holo/Auge), in welchem sich die Überschrift eines holografischen Textes ändert, wenn der Betrachter seine Position wechselt. 1984 debütierte er mit dem digitalen Gedicht Não! (“Nein!”), in dem ein Textblock über ein LED-Display scrolled.
Mit seinem Konzept der Bio Art oder der Transgenic Art versucht er, Leben und Lebensprozesse zu manipulieren oder neu zu schaffen. Damit will er nach seiner Auffassung die Grenzen zwischen Leben und Nichtleben, zwischen der natürlichen und der artifiziellen Welt überschreiten. Mit Hilfe genetisch veränderter Organismen will er begriffliche und symbolische Aussagen transportieren.
1997 ließ er sich einen Microchip, mit dem üblicherweise Tiere gechipped werden, implantieren (Projekt Time Capsule) und ließ sich in der Datenbank der Firma, die diese Chips vertreibt, eintragen.
1998 begann er mit Möglichkeiten der Transgenic Art zu experimentieren. Bekannte Arbeiten von ihm sind Genesis (1999 auf der Ars Electronica in Linz), das Leuchtkaninchen (2000), The Eighth Day (2001) oder Cypher (2009 im Zentrum für zeitgenössische Kunst RURART in Rouillé), in denen er Fragen der Transgenik mit Hilfe elektronischer Kunst thematisiert.
Seine Arbeiten wurden in weiten Teilen der USA, Europa und Südamerika ausgestellt, unter anderem in der Leonora Vega Gallery, New York, bei Nexus Contemporary Art, Atlanta, der Huntington Art Gallery, Austin, Otso Gallery, Helsinki, Galerie Lara Vincy, Paris, bei der Biennale St. Petersburg, im Museu de Arte Moderna, Rio de Janeiro, und im InterCommunication Center, Tokio.

## Öffentliche Sammlungen
- Museum of Modern Art in New York
- Exit Art, New York
- Museu de Arte Moderna in Rio de Janeiro, Brasilien
- Museum of Holography in Chicago
- UECLAA - University of Essex, Colchester (England)

## Auszeichnungen
1995 wurde ihm der Shearwater Foundation Holography Award verliehen, 1998 der Leonardo Award for Excellence. 2009 erhielt er die Goldene Nica in der Kategorie Hybrid Art des Ars Electronica Festivals in Linz für Natural History of the Enigma.